# Stanislav Auský
Stanislav Auský (ur. w 1922 r. na Słowacji, zm. 22 listopada 2010 r. w Pradze) – tłumacz-przewodnik w kompanii rozpoznawczej 2 Pułku 1 Dywizji Piechoty Sił Zbrojnych Komitetu Wyzwolenia Narodów Rosji pod koniec II wojny światowej, emigrant polityczny, czechosłowacki historyk wojskowości, pisarz i publicysta.
Mieszkał w Mukaczewie. Po upadku Karpato-Ukrainy w marcu 1939 r., przeniósł się do Czech. W kwietniu 1945 r. został tłumaczem-przewodnikiem w kompanii rozpoznawczej 2 Pułku 1 Dywizji Piechoty Sił Zbrojnych Komitetu Wyzwolenia Narodów Rosji. Brał udział w walkach „własowców” z Niemcami podczas Powstania Praskiego. Po zakończeniu wojny rozpoczął studia filozoficzne na uniwersytecie w Pradze. Wkrótce wstąpił do akademii wojskowej w Hranicach, którą ukończył w stopniu podporucznika w 1947 r. W 1951 r. został zdegradowany i zwolniony z armii z powodów politycznych. Nie mógł dalej studiować. W kwietniu 1953 r. aresztowano go pod zarzutem zdrady państwa i szpiegostwa, po czym skazano na karę 12 lat pozbawienia wolności. W 1960 r. w wyniku amnestii wyszedł na wolność. W przeddzień agresji na Czechosłowację 20 sierpnia 1968 r. wyjechał na Zachód, a następnie uzyskał azyl polityczny w USA. Tam zajął się badaniem historii rosyjskich i ukraińskich, a szczególnie kozackich oddziałów kolaboracyjnych w służbie niemieckiej podczas II wojny światowej. W 1980 r. opublikowano jego książkę pt. Vojska generála Vlasova v Čechách. W kwietniu 1990 r. powrócił do Pragi. Był autorem licznych artykułów w czasopismach, a także kolejnych publikacji pt. Zvláštní operace Šamil, Kozáci, Dobrovolníci a Druhá světová válka …Ustašovci, Vlasovci, Banderovci…, Kozáctvo: Poslední nástup a zanik.